# Анрі Мельяк
Анрі Мельяк (точніше: Анрі Меяк; фр. Henri Meilhac; 21 лютого 1831, Париж, Франція — 6 липня 1897, Париж, Франція) — французький драматург і оперний лібреттист.

## Біографія
Народився Парижі в 1831 року. Близько 1860 року зустрів Людовіка Галеві, та його спільна робота тривала протягом двадцяти років. Їхня найвідоміша робота — лібретто до опери Жоржа Бізе «Кармен». «Вони зроблять мені веселу п'єсу,— писав він, приступаючи до роботи над „Кармен“,— яку я трактуватиму якомога стриманіше».
На основі їх водевілю «Новорічний вечір» (фр. Le réveillon) Йоганн Штраус — написав оперету «Кажан», а за мотивами комедії «Аташе посольства» («L'attaché d'ambassade», 1862)) Франц Легар написав оперету «Весела вдова» (1905).
У 1888 році був обраний до Французької академії. Помер у Парижі 1897 року.